# Estatua del Marqués de Lafayette (Lafayette College)
Marqués de Lafayette es una estatua monumental en el campus de Lafayette College en Easton, en el estado de Pensilvania (Estados Unidos). La estatua, diseñada por Daniel Chester French y de pie sobre un pedestal diseñado por Henry Bacon, fue dedicada en 1921 en honor de Gilbert du Motier, marqués de Lafayette. La estatua está ubicada en la entrada sur de Colton Chapel. Es una de varias esculturas hechas por French para universidades, que incluye la estatua de John Harvard en la Universidad de Harvard y Alma Mater en la Universidad de Columbia.

## Historia

### Fondo
Daniel Chester French fue un escultor estadounidense activo a fines del siglo XIX y principios del XX, conocido, entre otras cosas, por sus esculturas que conmemoran a personas de la Guerra de Independencia de los Estados Unidos. En 1885, presentó una entrada en un concurso para diseñar una estatua del marqués de Lafayette en Washington D. C., pero su propuesta fue descartada a favor de un diseño de los escultores franceses Alexandre Falguière y Antonin Mercié. Años después de la competencia en 1917, French diseñó el Monumento conmemorativo a Lafayette en el Prospect Park de Brooklyn. Durante el diseño de esta estatua, French había creado un molde de yeso de Lafayette, que luego donó a Lafayette College en Easton después de enterarse de que el colegio buscaba erigir una estatua de su homónimo, Gilbert du Motier, marqués de Lafayette. Con la donación, la universidad dispuso que el molde se fundiera en bronce y se erigiera en su campus. Según un informe del Servicio de Parques Nacionales, la estatua en el campus de Lafayette College "probablemente se aproxime más a la participación de French en la competencia por la estatua de Lafayette en Washington D. C. ". Un exalumno de la universidad convenció a Morris L. Clothier (miembro de la Sociedad de Pensilvania) de Filadelfia para financiar la fundición y la instalación de la estatua. El 20 de octubre de 1920, el colegio aceptó la donación de Clothier, y ese mismo año se le concedió el grado honorario de Doctor en Derecho por sus contribuciones. La estatua fue fundida en la fundición de Gorham, mientras que el pedestal fue diseñado por el arquitecto Henry Bacon.

### Dedicación e historia reciente
La estatua se dedicó en el Día del Fundador anual de la universidad, el 17 de noviembre de 1921. Entre los asistentes notables a la ceremonia se encontraban el gobernador de Pensilvania William Cameron Sproul, el juez asociado William I. Schaffer de la Corte Suprema de Pensilvania (el juez de la ceremonia orador), el fiscal general de Pensilvania, George E. Alter, y Clothier como invitado especial de honor. En la ceremonia de inauguración, French recibió un doctorado honoris causa.

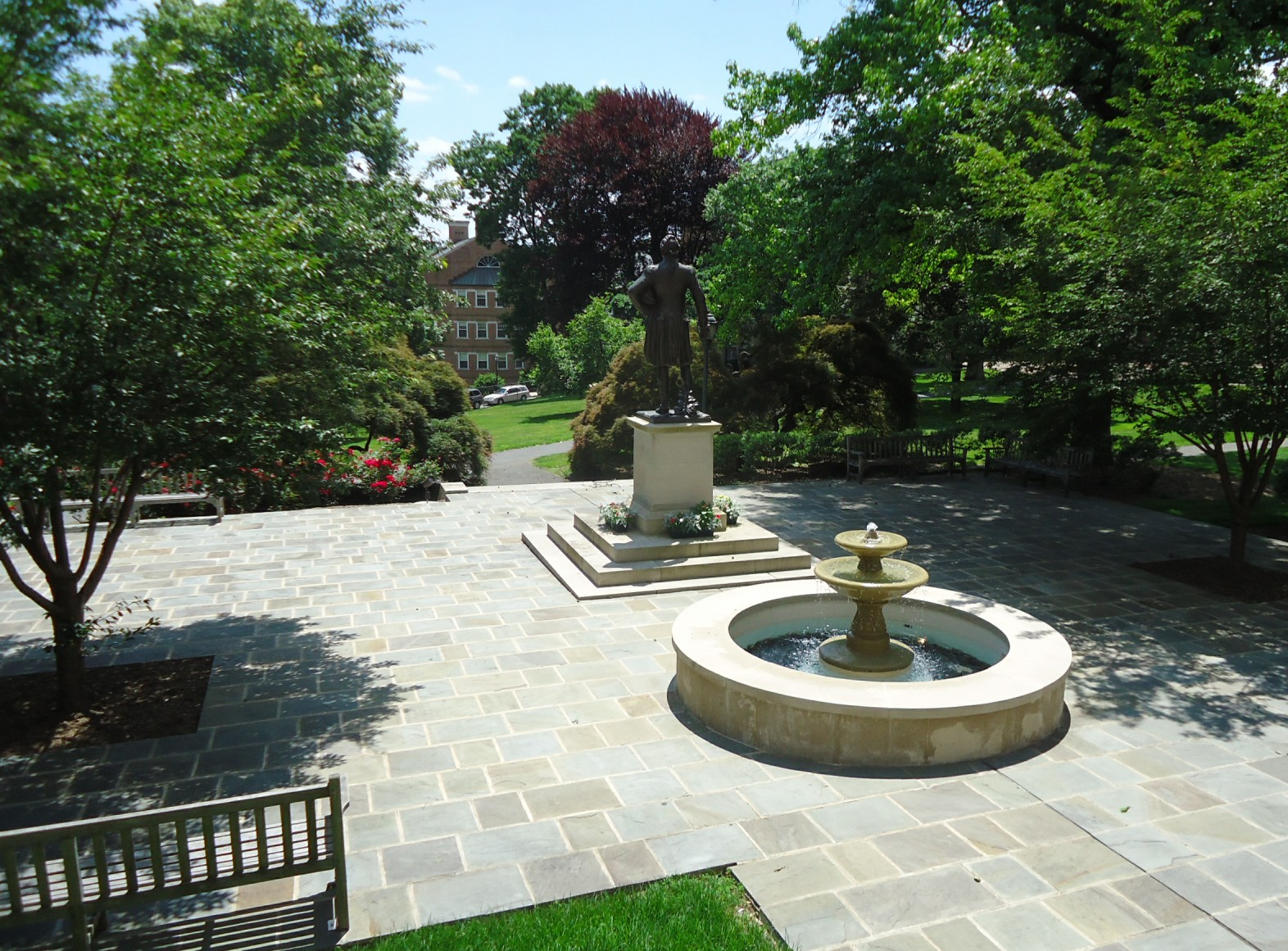
Vista de la estatua y la plaza luego de las renovaciones

En 2007, la estatua y el área circundante se sometieron a una importante renovación que vio la creación de una nueva plaza que rodea el monumento. La plaza incluye una fuente, bancas y un patio de losas. Las renovaciones fueron parte de la celebración de la universidad del 250 aniversario del nacimiento de Lafayette.

## Diseño
Ubicada en la entrada sur de Colton Chapel, la estatua mira hacia el sur. Lafayette tiene una espada desenvainada en una mano, con un artículo en la revista Architecture que dice que este es representado como un "soldado joven". La base del monumento está hecha de hormigón y tiene inscrita la siguiente cita de Lafayette: "Leo, estudio, examino, escucho, reflexiono y de todo esto trato de formar una idea en que pongo todo el sentido común que puedo".